# Filles de Notre-Dame du Mont Calvaire
Les Filles de Notre-Dame du Mont Calvaire (en latin : Congregationis Filiarum Dominae Nostrae a Monte Calvario) sont une congrégation religieuse féminine enseignante et hospitalière de droit pontifical.

## Historique
Le 28 novembre 1827, sur invitation du pape Léon XII, six sœurs de Notre-Dame du refuge du Mont Calvaire de Gênes prennent en charge la direction de la maison pieuse de Santa Maria degli Angeli au Terme de Rome. Quelque temps plus tard, les intendants de Gênes les rappellent mais Grégoire XVI ne veut pas se priver de leur travail et les reconnaît indépendante de la maison-mère et les constitue en congrégation autonome sous protection pontifical.
Le pape leur donne une maison dans le quartier de Monti et le 20 octobre 1833 la communauté prend possession des lieux et accueille les premières postulantes. La première fondation est ouverte en 1838 à Rieti où les religieuses gèrent un orphelinat.
La congrégation reçoit le décret de louange le 3 juillet 1842.
Elles ouvrent de nombreuses maisons sur tout le territoire des États pontificaux. En 1928, sur demande de Benedetto Aloisi Masella, nonce apostolique au Brésil (en), une communauté est envoyée dans ce pays, c'est le commencement du développement international de l'institut.
La vénérable Marie Thérèse Zonfrilli (1899-1934) est une religieuse de cette congrégation.

## Activités et diffusion
Les filles de Notre-Dame du Calvaire gèrent des écoles, des hôpitaux, des refuges, des maisons de retraites.
Elles sont présentes en :
- Europe : Italie, Pologne.
- Amérique : Argentine, Brésil, Nicaragua, Salvador.
- Afrique : Cameroun.
- Asie : Israël, Philippines.

La maison généralice est à Rome.
En 2017, la congrégation comptait 379 sœurs dans 62 maisons.